# Els Vilars (Arbeca)
La Fortalesa dels Vilars d'Arbeca (775 aC - 325 aC) està situada en una zona de plana, a uns 4 km d'Arbeca (les Garrigues). Construïda fa 2.800 anys, és única al món ibèric català. Les seves característiques defensives la feien inexpugnable, i el seu valor històric i arqueològic la feren mereixedora de la declaració de Bé Cultural d'Interès Nacional l'any 1998.

## Característiques de la fortalesa

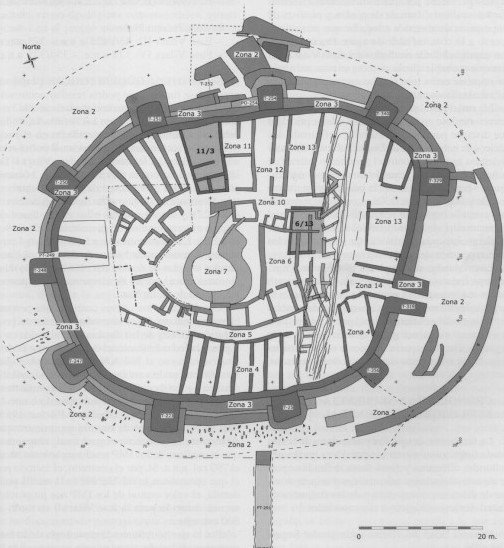
Planta general de la fortalesa de Els Vilars d'Arbeca.

La Fortalesa va ser el lloc de residència d'un cabdill, es diu que era descendent d'un avantpassat heroic. El cabdill exercia funcions militars i religioses, també exercia la seva autoritat sobre una comunitat d'unes 150-175 persones.
Ja d'entrada sorprèn l'atipicitat del lloc amb relació a la seva època: la fortalesa va ser aixecada a la plana, menyspreant els tossals de més fàcil defensa, sobre el barranc d'Aixaragall, controlant l'aigua i les terres al·luvials. El fet que no estés construïda sobre una zona elevada demostra que es volia exhibir o demostrar un cert estatus. La planta del recinte fortificat presenta una forma de tendència ovalada constituïda per dues circumferències secants dissenyades a partir d'un mateix centre. Té una superfície d'habitabilitat de 2200 m². Aquest espai, sense comptar la muralla, les torres ni els extramurs, es va mantenir invariable amb alguns afegits.
Els límits de la fortalesa estan definits per un triple cinturó defensiu constituït per una muralla de 173 metres de llarg i 5 metres de gruix, protegida per dotze torres, una barrera de pedres clavades destinada a dificultar les maniobres d'aproximació de l'enemic (camp frisó) i un doble fossat amb murs de pedra de 13 metres d'amplada i 4 metres de profunditat.
Els accessos més antics són la torre-porta a l'Est i la poterna a l'Oest. La primera disposa d'un corredor enllosat de 1,5 metres d'amplada que discorre per l'interior d'una torre de planta quadrangular amb murs laterals de 2 metres d'amplada. La segona se situa en el sector occidental de la muralla i està flanquejada per sengles bastions quadrangulars de menors dimensions que la resta de torres conegudes. Una tercera porta es troba al Nord i està defensada per dos torres: una construïda durant la fundació i l'altra construïda ex novo en una posició lleugerament avançada, de tal manera que allarga el recorregut de l'estret corredor d'accés.
Pel que fa a l'urbanisme, l'interior de la fortalesa s'organitza al voltant d'un espai o plaça central presidida per una monumental cisterna-pou folrada de pedra i proveïda d'una mena de corredor o baixador que permetia l'accés a l'aigua.
La xarxa viària presenta un traçat simple, estructurant-se en funció d'una artèria principal que discorre paral·lela a la muralla, definint dos nuclis d'habitació a ambdós costats: una bateria d'habitatges recolzades contra l'interior de la fortificació i un segon conjunt d'edificacions a la banda oposada, entre el carrer i la plaça central.
La fortalesa no va ser atacada, simplement va ser abandonada, i sense cap raó que ho expliqui, la fortalesa és buida. Es diu que potser hi va haver una pandèmia, que s'havien esgotat els camps de conreu o potser la mateixa grandesa de la fortalesa dels Vilars va fer que morís d'èxit. Tanmateix, la hipòtesi més plausible és que la fortalesa ja no responia a les necessitats de la població. La gran muralla, els fossats descomunals i les torres inabastables impedien que aquella població pogués créixer. Dos-cents anys després, en contacte amb altres cultures mediterrànies, els habitants dels Vilars, com altres poblaments del voltant, van viure el procés d'iberització i van esdevenir el poble anomenat pels escriptors antics Ilergets. Posteriorment, van arribar els romans a Arbeca i es van aprofitar les pedres de la fortalesa per construir les seves pròpies cases.

## L'entorn dels Vilars

### Vies de comunicació
La fortalesa estava emplaçada en un terreny sense barreres naturals, al mig de la plana occidental catalana. A conseqüència i gràcies a això, va permetre que hi hagués una gran afluència permanent de persones, productes i materials al llarg de la seva història.
Els rius pirinencs (Segre, Noguera Pallaresa i Noguera Ribagorçana) permetien una comunicació fluïda amb els pobles del continent europeu, al mateix temps que tenie excel·lents pedreres per a l'aprovisionament de còdols i roques de cara a la fabricació de molins de vaivé i altres eines.
L'Ebre, fàcilment accessible a través del Segre, esdevenia la gran via de comunicació amb l'Atlàntic i el Mediterrani. El Francolí, travessant la serra de Prades, va constituir igualment una via alternativa per accedir als recursos marins i per afavorir el comerç i els contactes amb el món fenici i grec.

### Recursos naturals

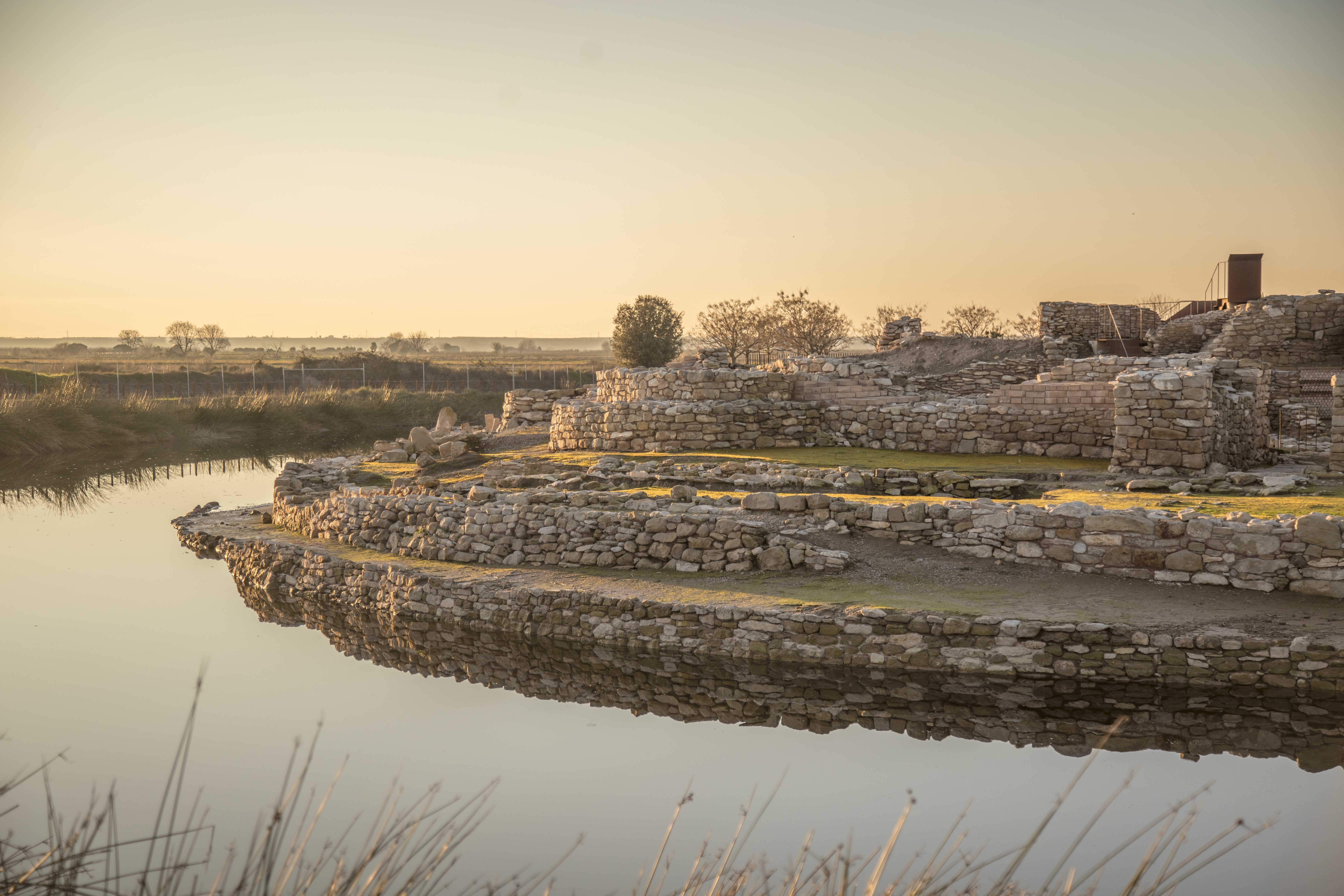
Vista dels Vilars al costat de la séquia de l'Aixaragall

L'entorn dels Vilars era molt diferent del que coneixem actualment. Els boscos (principalment mixtos, de roure i alzina) eren més abundants, amb bosquines de garric i llentiscle i, a més, hi havia el bosc de ribera que vorejava el barranc de l'Aixaragall. Els camps de conreu, els horts i les pastures es distribuïen al voltant de la Fortalesa. Els seus habitants obtenien la major part dels recursos per a la seva subsistència d'aquest entorn.
Els boscos de ribera i els arbustos de les màquies proporcionaven combustible, fusta per a la construcció, per a la manufactura d'eines i per al condicionament de les cases, o fruits comestibles (com els aglans, les móres o el raïm silvestre), entre d'altres. A tot l'entorn es podien aprofitar diverses plantes silvestres, tant per al consum alimentari com per al seu ús medicinal.
Hi havia també altres recursos fonamentals, com l'aigua, l'argila i la pedra (principalment calcària), que s'utilitzaven en la construcció i la fabricació d'estris, com la ceràmica o els molins. L'abundància de pol·len de cereal, blat i ordi en l'interior d'un forn trobat al jaciment, coincideix amb la importància de la molta i el molins rotatoris que s'hi fabricaven des de temps enrere.

### Conreus
Els sòls agrícoles, molt bons per al conreu al voltant de la fortalesa, permetien una important agricultura cerealística, i els rostolls, després de la sega dels cereals, podien ser aprofitats per a l'alimentació complementària dels ramats.
L'agricultura es basava bàsicament en el conreu de cereals de secà, principalment l'ordi vestit, el blat comú i el blat dur i, amb menys intensitat, la pisana, el mill i el panís o mill italià. També es conreaven algunes espècies lleguminoses, com la llentia i la fava; pel que fa als fruiters, hi trobem la vinya i la figuera. Es detecta també la presència d'una planta oleaginosa, el lli, que va tenir, possiblement, un ús tèxtil.

### Producció de farina i vi
La molta de cereals és una de les activitats més importants de la vida quotidiana. Durant les fases de la primera edat del ferro s'utilitzen exclusivament els molins de vaivé. Aquest tipus també domina durant l'ibèric antic, i representa el 90 % del total dels molins, però a inicis del segle v aC apareixen els primers molins rotatoris. Són els més antics coneguts a tot Europa i al Mediterrani. Als Vilars s'utilitzaran tres tipus de molins fariners: el molí de vaivé, el molí rotatori manual i el molí rotatori ibèric de palanca sobre un suport.
Pel que fa a la producció de vi, està representada per un fragment de jaç de premsa reaprofitat en un mur del segle iv aC, que havia estat en funcionament, doncs, en un moment anterior. Es tracta d'una producció innovadora, que es practica a la costa i a la vall de l'Ebre des del segle vii aC.

### Ramaderia i caça
A la Fortalesa es dona una gestió diversificada dels animals. Mentre l'animal és viu, aporta força i energia i la seva producció de llet, llana i adobs; un cop sacrificat, se n'aprofita la pell, la carn i els ossos. Tot i que amb algunes variacions durant les diverses fases de la Fortalesa, la cabana ramadera està composta principalment per ovelles i cabres, bòvids i porcs, als quals cal afegir altres animals domèstics, com el gos, o el cavall, que sabem que gaudia d'una consideració especial, ja que l'utilitzaven sobretot en rituals. La cacera del cérvol, i també de conills i llebres, és manté com una activitat social i de prestigi, tot i que amb caràcter més aviat secundari i esporàdic. A mesura que varen passar els anys, el consum de bovins i ovicàprids anava augmentant, en canvi, els porcs s'anaven consumint cada vegada menys.

## Períodes i fases fundacionals

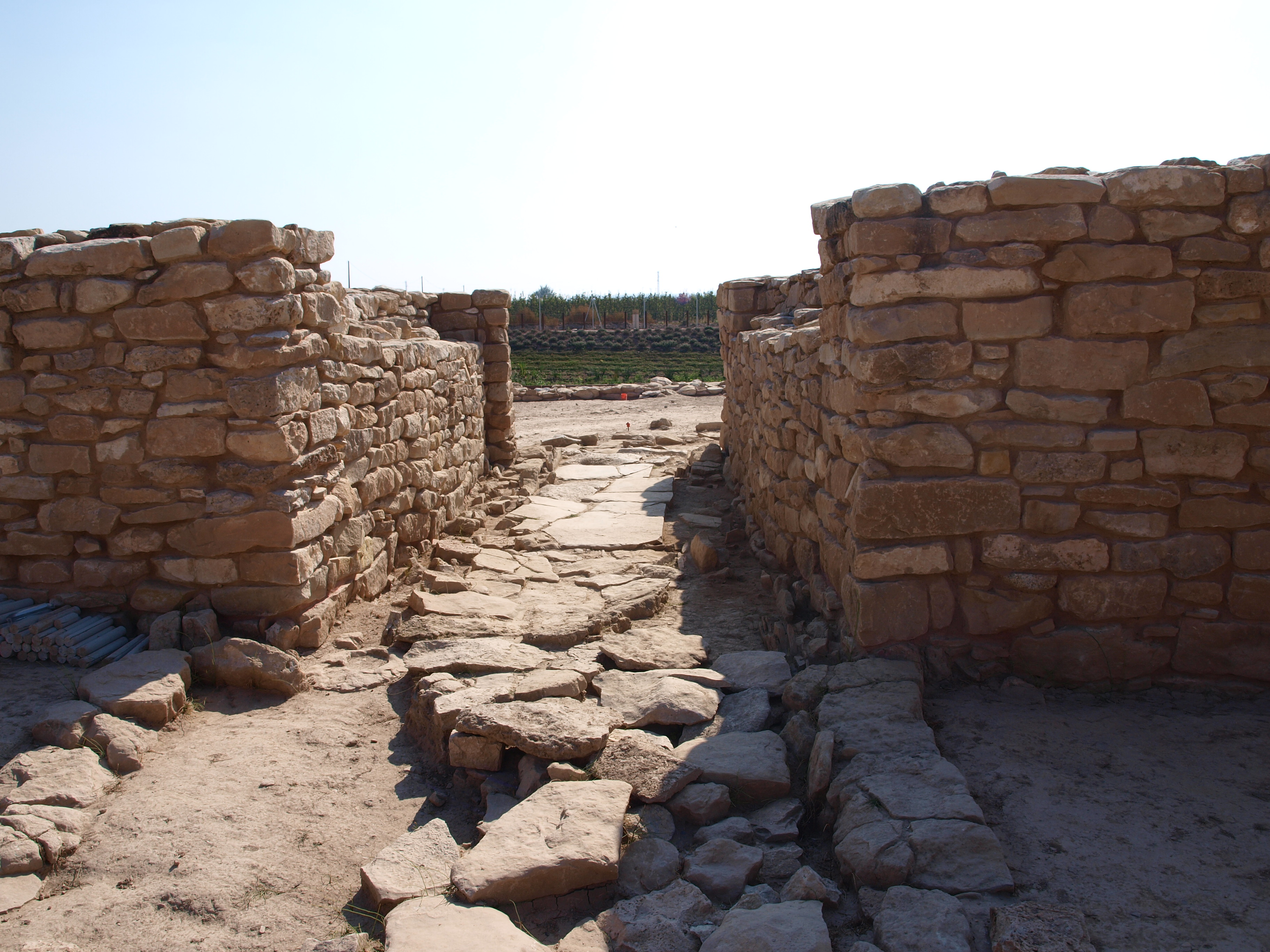
Porta Est de la fortalesa.

### Primera Edat del Ferro o Grup del Segre-Cinca IV
- Fase Vilars 0 (800/775 aC - 700/675 aC): comprèn un fundació ex novo de la fortalesa.
- Fase Vilars I (700/675 aC - 550/525 aC): primera reconstrucció dels habitatges, que canvien significativament la seva planta i dimensions, reduint la seva mida fins a la meitat i perdent el vestíbul. Aquesta fase és la més antiga. Des del moment inicial, l'assentament està protegit per una muralla i 11 torres, un camp frisó i un fossat, sent els dos primers elements reforçats. L'ordre de construcció va ser el següent: primer es va començar a construir el mur interior de la muralla i, a partir d'ell, les cases i la torre; després el mur extern i el farciment (ambdós recolzant sobre la torre) i el camp frisi; posteriorment la muralla fou reforçada per fora amb un altre mur.[12] El recinte disposa de dues entrades: una torre-porta a l'Est i una poterna a l'Oest.

### Període Ibèric Antic

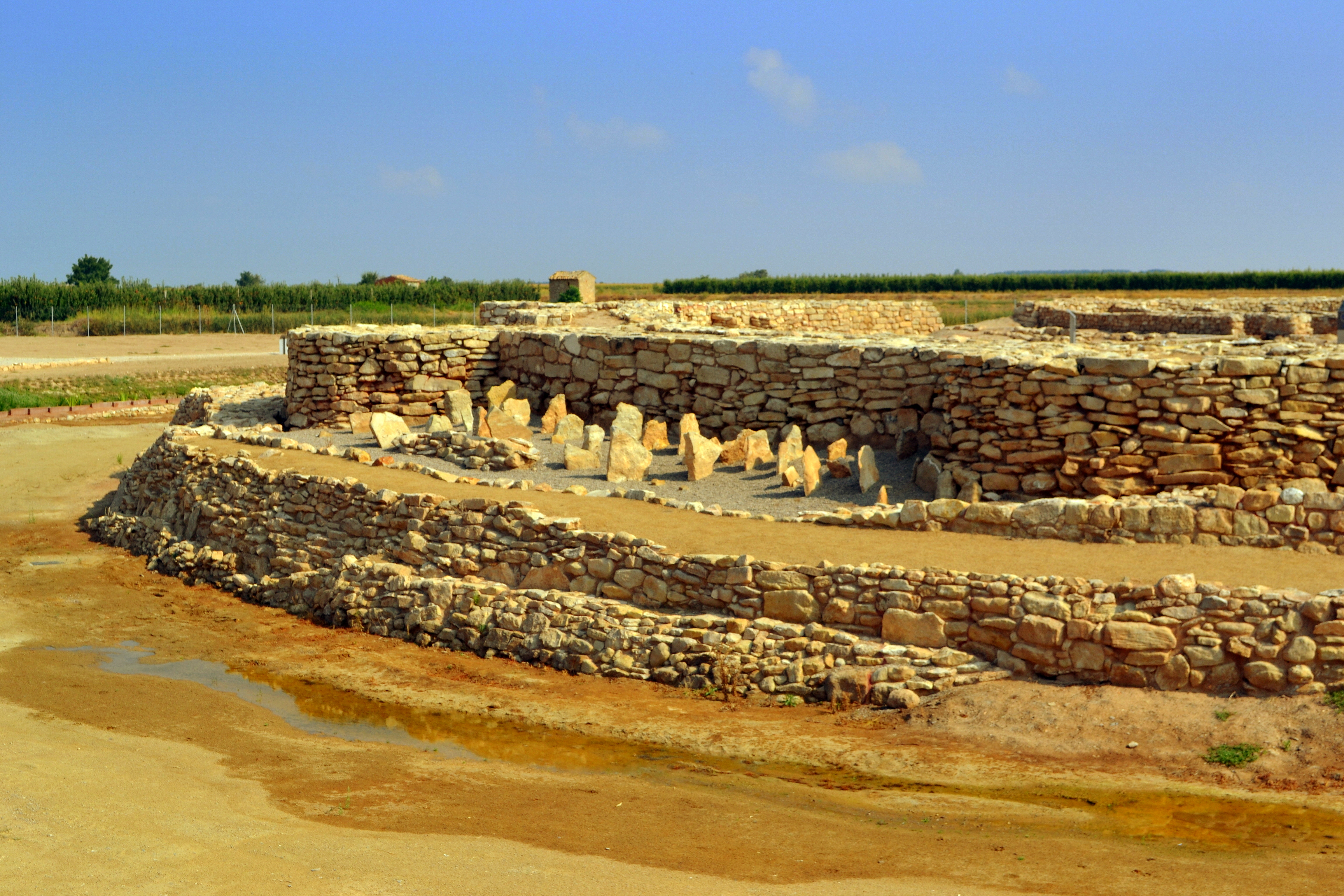
Voltants de la fortalesa.

- Fase Vilars II (550/252 aC - 450/425 aC): aquesta fase és la pitjor coneguda. Aquesta afirmació, però, no es contradiu amb el fet que es conserva millor que Vilars III i IV i, en conseqüència, atresora més informació.[12] En aquesta fase no es modifica el perímetre, ni la disposició urbanística original, encara que sí parcialment l'espai central i el traçat d'alguns carrers relacionats amb els accessos. S'anul·la la poterna Oest i s'obre una nova porta d'entrada al nord, a l'empara d'una de les torres antigues i d'una de nova, buida, construïda en posició avançada. Els habitatges són ara més complexos i compartimentats; el fossat i el camp frisó es van anar omplint per terres i a finals del període estaven pràcticament fora de servei.

### Període Ibèric Ple
- Fase Vilars III (450/425 aC - 375 aC): a l'inici de la fase Vilars III, una important remodelació urbanística que afecta a la distribució i orientació general dels espais de circulació. Es construeix el gran pou o cisterna central amb un baixador d'accés. A l'exterior, s'hi excava un gran fossat a costa de l'anterior, folrant els murs amb un nou mur. Amb tota probabilitat, l'antiga torre-porta oberta a l'Est va ser anul·lada. Vilars IV fa referència a l'ocupació que precedeix l'abandonament. Es tracta d'una fase mal coneguda i pitjor conservada a la que s'hi relacionen petites restes de menjar domèstiques i l'anul·lació intencionada de la cisterna.

- Fase Vilars IV (375 aC - 350/325 aC): es caracteritza per les seves ceràmiques, que són bàsicament ceràmica a torn oxidada (plats, gerres, àmfores), llises, pintades amb bandes i cercles a compàs, ceràmiques locals facturades a mà, vasos àtics de vernís negre (grans pàteres), les decoracions de palmetes radials impreses permeten fixar bé la fase en la segona meitat del segle iv aC, i algunes ceràmiques a torn inspirades en el vernís negre, propi de l'àrea ilergeta.[12]

## Cronologia de les excavacions
Durant més de 25 anys, el jaciment de la fortalesa dels Vilars ha estat estudiat ininterrompudament, i ha demostrat així la seva importància per al coneixement del procés d'iberització a les terres de ponent i com a model de divulgació del coneixement i del patrimoni.
- 1974: El jaciment és descobert per la comunitat acadèmica.
- 1985-1986: 1a i 2a campanyes d'excavació d'urgència. Es porten a terme tasques de consolidació i durant els treballs del 1986 es descobreix la muralla.

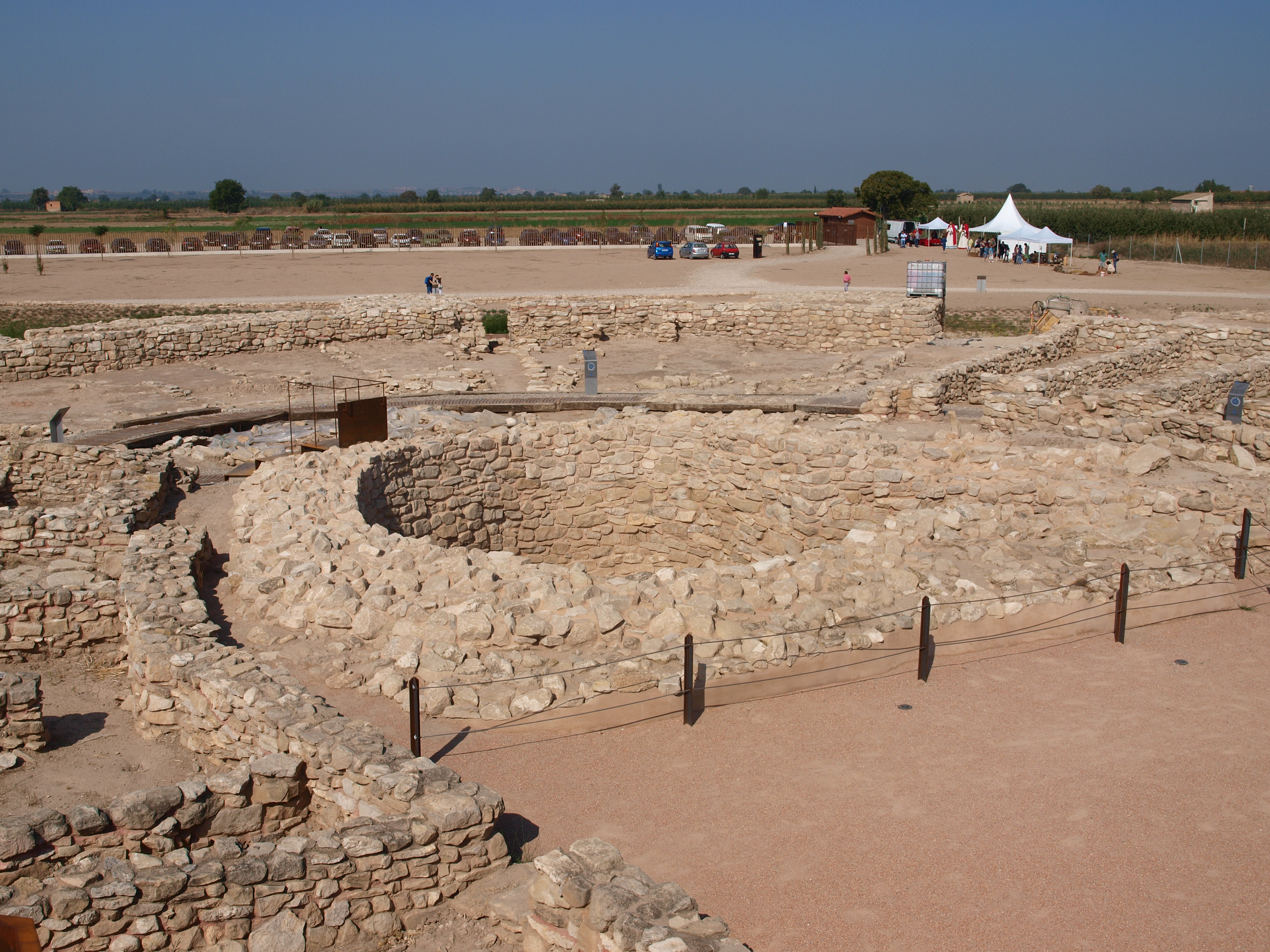
Oest de la fortalesa.

- 1987-1992: 3a, 4a, 5a, 6a, 7a i 8a campanyes d'excavació. Es consolida l'equip científic i el projecte interdisciplinari. El 1988 es defineix el sistema de documentació, d'excavació (open area) i de registre (Harris Matrix). Durant aquestes campanyes es descobreixen el camp frisó o chevaux-de-frise, l'estructura interna del jaciment en forma radial i la cisterna central, definida en planta entre el 1990 i el 1991.

- 1993-1998: 9a, 10a, 11a, 12a i 13a campanyes d'excavació. S'aprofundeix en l'excavació en extensió per trobar el perímetre del jaciment.

- 1999-2003: 14a, 15a, 16a, 17a, 18a campanyes d'excavació. Instal·lació del sistema de drenatge per evitar la inundació del jaciment a causa de les aigües del rec adjacent.

- 2004-2009: 19a, 20a, 21a, 22a, 23a i 24a campanyes d'excavació. El 2007 s'excava i es buida el fossat.[14] Entre els anys 2007 i 2008 es realitza la segona fase de la instal·lació del sistema de drenatge. Es fa l'excavació de la rampa fortificada d'accés a la porta nord i la identificació de l'escarpa interna del fossat avançat. Entre el 2008 i el 2009 es duu a terme l'excavació del pou-cisterna, descobert el 1985. S'excava en un sondatge fins a obtenir-ne el perfil complet, tot i que no es buida. A conseqüència d'aquest procés i també com a resultat de l'estudi i comprensió del funcionament hidràulic del fossat, s'estableix la seva doble condició de pou (alimentat pel fossat inundable) i cisterna (quan la cota d'aigua baixa).[15] El 2009 es fa la prospecció geofísica multisistema al camp nord, i les anomalies detectades apuntalen les hipòtesis sobre la prolongació de la rampa fortificada d'accés i la contraguàrdia, el fossat avançat i el canal d'alimentació del sistema de fossats. En aquell mateix any té lloc la consolidació i restauració dels sectors sud i sud-est de l'escarpa del fossat i del camp frisó. Es restauren la muralla i les torres del sector oest i nord.

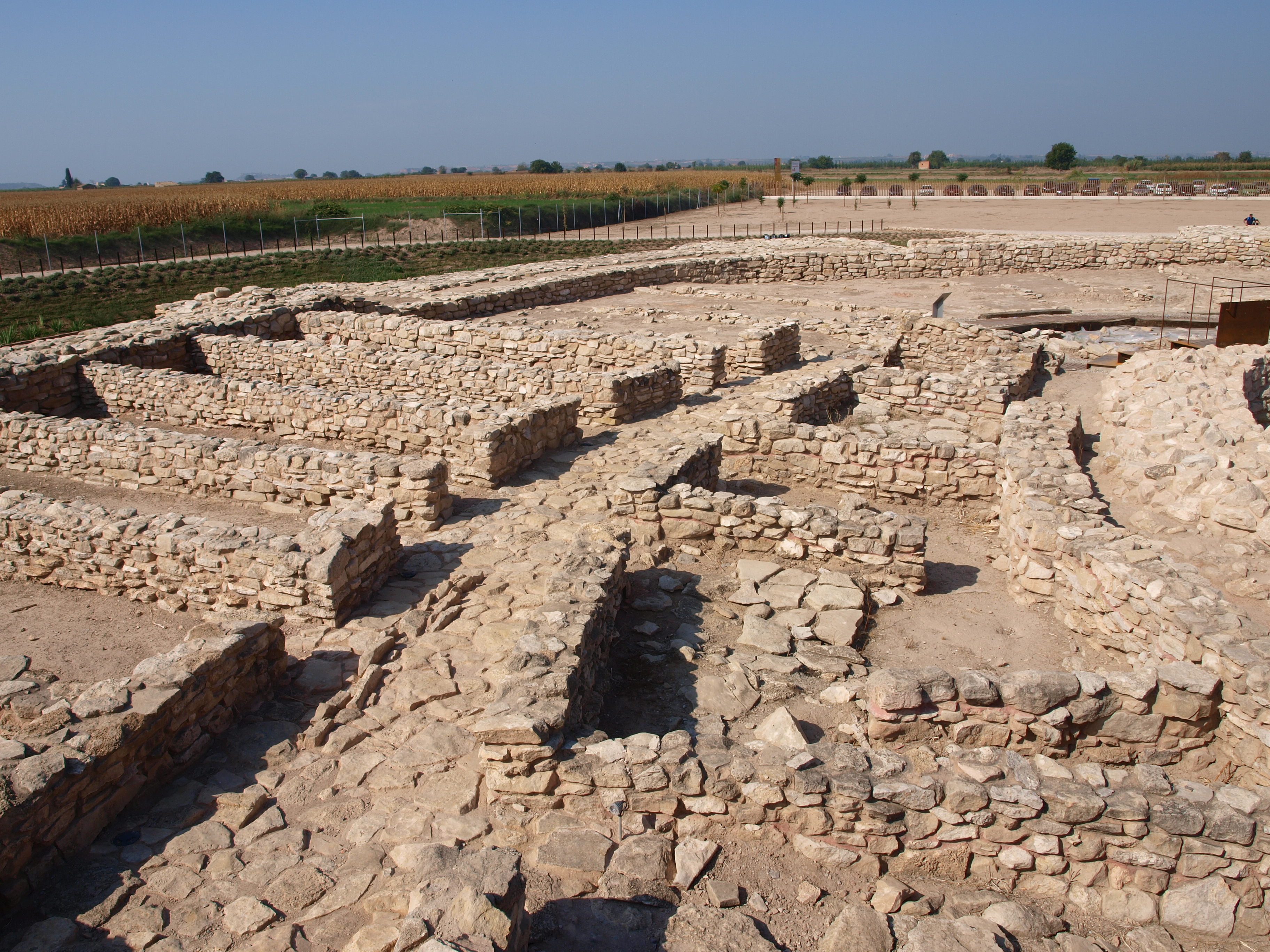
Sud-oest de la fortalesa.

- 2010-2013: 25a, 26a, 27a i 28a campanyes d'excavació. Entre els anys 2010 i 2011 es duu a terme el condicionament de l'accés i el tancament del conjunt monumental. També el 2011 té lloc l'arranjament de l'itinerari de visita i la museització del jaciment, que presenta un panell amb informació general i vint panells amb informació més específica dels punts clau.[16] S'hi instal·la una passarel·la damunt la rampa d'accés, una passera de peces mòbils acoblades, una escala i un mirador. A més, es restaura el pou i es recupera i consolida el testimoni, i al costat est es col·loca una sèrie de murs de gravetat. Finalment, el testimoni s'integra en el recorregut de visita excavant el sector nord i fent-hi passar per sobre una escala metàl·lica al sector sud. El 2012 s'inicia l'excavació del barri est de Vilars 0, situat entre el testimoni i la torre-porta. Es restauren la muralla i la torre nord-est. El 2013 es continuen excavant les fases fundacionals i es buida el pou-cisterna, que aporta importants troballes materials, així com moltes novetats en l'estudi de la gestió de l'aigua pels habitants del poblat.[17]

- 2014-2017: s'inicia un pla quadriennal amb intervencions previstes al barri est (2014), espais centrals (2015), barri sud-oest (2016) i espais oberts davant la torre-porta del jaciment (2017). El 2015, la recerca científica al jaciment compleix trenta anys i està prevista una exposició global al voltant del jaciment per al 2016.

A partir del 2012, el jaciment, en el marc de la crisi econòmica, enfoca una bona part dels esforços cap a la difusió. L'octubre del 2012 s'inicia un procés d'adaptació a les noves tecnologies per continuar mantenint la importància del conjunt.

## Llars en forma de "pell de toro"

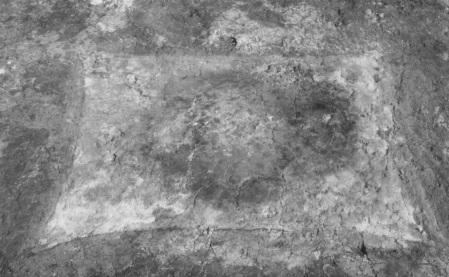
Llar en forma de pell de toro.

La troballa de les dues llars en forma de pell de toro s'ha produït en una de les estances situada al voltant de la gran plaça central (zona 6, sector 13) i en un dels edificis que forma part del barri septentrional del recinte fortificat (zona 11, sector 3). En ambdós casos, les llars adquireixen un especial protagonisme per la posició preeminent que ocupen, regint la distribució de la resta de l'espai on s'emplacen. Les dues estructures apareixen associades a una fase intermèdia del Període Ibèric Antic.

### Sector 6/13
Aquest sector se situa en el quadrant nord-est de l'espai central que presideix el recinte fortificat. L'estança on apareix la llar en forma de pell de toro ha set excavada parcialment, a causa que està sota l'encofrat de formigó habilitat per garantir-ne la conservació. La planta és de tendència quadrangular i, malgrat no conèixer-la en tota la seva extensió, sembla no estar compartimentada. Es podria confirmar que l'accés al recinte es realitzaria a través d'una porta situada a la paret oriental no excavada, per tant, comunica amb el carrer que porta cap a la torre-porta oberta a l'Est.
La llar, orientada en direcció Nord-sud, es de forma rectangular (160 x 100) amb els costats contraposats dibuixant una lleugera concavitat i els vèrtexs, intencionadament, tenen forma d'apèndixs apuntats. La llar se situa al centre de la part posterior de la estança; disposa d'una cubeta farcida de graves que actuen com a material refractari d'una solera d'argila de color vermellós en la qual s'observen signes evidents d'enrogiment. La llar es conserva en mal estat, però respon inequívocament al model de pell de toro.
Dins d'aquesta sala també s'hi han trobat dos bancs (65/70 cm d'amplada) construïts amb toves i adossats al parament interior dels murs nord i sud que delimiten la sala; una espècie de receptacle situat al nord de la llar i, finalment, una petita fossa (25 cm) coberta pel paviment, que contenia restes òssies de vares persones que no havien arribat a l'edat adulta.

### Sector 11/3
Edifici situat al barri septentrional de la fortalesa, que delimita al Nord amb el parament interior de la muralla, al Sud amb el carrer de circumval·lació perimetral i, a l'Est i a l'Oest, amb dos habitatges amb les que comparteix murs mitgers. El recinte és de planta trapezoïdal (11 x 5/7 m). L'edifici està compartimentat en tres àmbits contigus comunicats entre sí mitjançant portes raconeres alineades.
El primer espai (12 m2) correspon a un vestíbul parcialment enllosat que permet l'accés des del carrer principal i un petit espai al qual s'hi accedeix mitjançant una porta molt estreta.
El segon espai (11 m2) és una espècie d'habitació intermèdia que comunica el vestíbul amb l'última sala fent la funció d'avantcambra.
Finalment, a la part més íntima de l'edifici, s'hi troba la sala principal (39 m2) on s'hi troben estructures relacionades amb la llar de tipus orientalitzant. Aquestes estructures es troben a la part posterior de la sala, concentrades al nord-est. En aquesta sala s'hi ha identificat tres paviments consecutius, fets mitjançant la aportació successiva de capes d'argila i que corresponen amb tres llars superposades que estan al centre de l'habitació. La més antiga de les estructures de combustió té forma quadrangular (145 x 140 cm) i disposa d'una cubeta en la qual hi ha graves i una capa d'argila endurida a causa del foc que actua com a solera. La llar està delimitada per un vorell perimetral de fang groguenc. Al seu costat s'hi troba una petita estructura semicircular, envoltada pel mateix fang groguenc, que defineix un receptacle. Aquest, està ple d'un sediment cendrós.
La segona llar (130 x 90 cm) es va construir a sobre de la primera llar, i no varia la seva posició. L'única novetat que presenta és que té forma de pell de toro. Té les mateixes característiques constructives que l'anterior, amb una cubeta excavada que conté graves refractaries i una capa d'argila d'un color rogenc que fa la funció de solera. Pel centre de la llar, es veu com una espècie de rubor de color castany, a causa del foc.
La tercera llar, també està construïda a sobre de les dues llars anteriors i té forma de pell de toro. Aquesta, és de dimensions lleugerament més grans (133 x 95 cm) però de característiques idèntiques. L'única diferència que se’n observa és que el vorell, que és d'argila rogenca.
A la resta de l'espai que constitueix la sala principal, s'hi troba un mur (50 x 100 cm) adossat a la part meridional de la muralla i revestit per una capa d'argila de 2 cm, com a revocat, i just al costat s'hi troba una mènsula o repisa. Al sector oriental de la mateixa paret, s'hi obra des del terra una espècie de fornícula d'1 metre d'ample i 50 cm de profunditat com a rebost, igualment revocada, al peus del qual s'hi va trobar un vas de ceràmica de perfil troncocònic i de base plana, probablement relacionat amb la funció de les estructures documentades al seu voltant.
Al nord-est de la llar, s'hi troba un altar auxiliar construït amb fragments de toves trossejades i petites pedres que omplen els espais existents entre les juntes, també està cobert d'una fina capa de fang. A la seva dreta hi ha una espècie de cilindre d'argila clavat al paviment. Completa el conjunt de les estructures trobades, la base umbilicada d'una orsa o pithos de ceràmica ibèrica oxidada que apareix encaixada a una fosa de 35 cm de diàmetre. En el seu interior s'hi va trobar una cadena de bronze molt deteriorada que potser era l'element de subjecció de l'instrument utilitzat per treure-hi l'aigua o líquids.
Segons l'estudi micromorfològic de mostres procedents de l'excavació, podem afirmar que l'arrebossat de les parets i sostres de les habitacions està compost de guix provinent de les vetes de guix fibrós que creuen les calcilutites de Les Garrigues. El procés de fabricació va consistir en la pulverització, escalfament i barreja amb aigua prèviament a l'aplicació.

## Enterraments trobats a la fortalesa

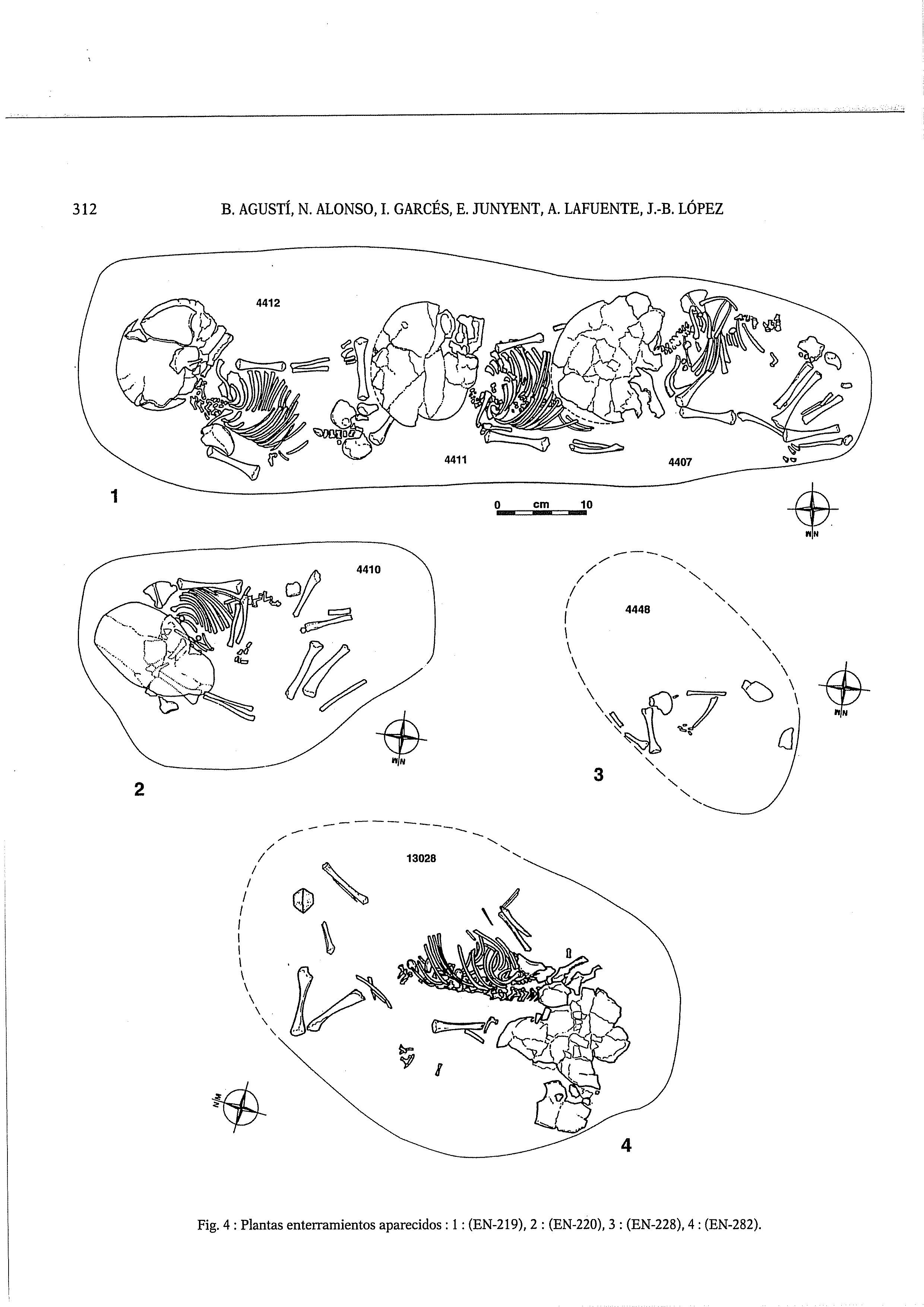
Distribució dels enterraments trobats als Vilars

Es coneixen tres enterraments amb rituals diferents, per molt que globalment estiguin dins de la fase fundacional (fase 0). Dos dels enterraments són individuals i el tercer conté tres individus, la inhumació dels quals es produeix de forma simultània. Tots ells van aparèixer a la part posterior d'una mateixa habitació i en l'interior de sengles fosses. En tots els casos, es tracta de inhumacions primàries de perinatals.
Característiques dels enterraments
Enterrament 1
Fosa simple paral·lelepipèdica com a tancat, allargada i amb els extrems arrodonits. No tenia cap element que senyalés que allí hi havia un enterrament. Hi va ser identificat un fragment de tova que cobria els esquelets inhumats entre el farcit que omplia el loculus. El loculus, construït d'un sol cop i construït per albergar simultàniament les restes de tres perinatals, tenia una longitud de 90 cm, una amplada de 26 cm i una profunditat variable entre 16/18 cm, determinada per la irregularitat del fons de la fosa. Els tres cossos es presentaven parcialment superposats, de manera que el cadàver dipositat en primer lloc ocupava l'extrem oriental de la fosa; el següent, en el centre, apareixia amb el cap recolzat sobre les cames del primer cos; i l'últim esquelet, cobria totalment la pelvis i les cames del segon cos. Els ossos van estaven en absolut contacte físic i només una fina capa de sediment farcia la fosa. Els dos primers esquelets estaven en horitzontal cap al costat esquerre, mentre que el tercer, encongit per problemes d'espai, estava cap al costat dret. Igualment, els dos primers apareixen amb els braços relaxats paral·lels al cos, la mà esquerra descansant sobre el genoll esquerre i la cama dreta completament estirada; el tercer cos, en canvi, presentava el braç esquerre sobre l'abdomen i el braç dret estirat amb la mà sobre els genolls i aquests junts, amb les cames molt flexionades.
Enterrament 2
Fosa simple de forma ovalada, lleugerament eixamplada al Nord, i el fons còncau. No posseeix cap tipus d'acondicionament especial. En el seu interior, un perinatal va aparèixer assegut sobre els coxals, amb l'esquena descansant quasi verticalment a la paret est de la fosa i amb una lleugera rotació cap al costat dret. Les cames estaven lleugerament flexionades amb els peus separats. El braç esquerre estava plegat sobre l'abdomen mentre que el dret queia estirat, amb els dits de la mà coincidint pràcticament amb el genoll dret. El crani descansava sobre l'omòplat dret.
Enterrament 3
Es tracta d'una fossa simple de tendència ovalada. Fa 30,5 cm de llargada, 18 cm d'amplada i té una profunditat de 10/12 cm, amb el fons lleugerament còncau. No presentava cap tipus d'acondicionament especial ni element extern de senyalització que indiqués la seva presència. Contenia l'esquelet perinatal en absoluta connexió anatòmica, tot i que només algunes restes parcials van poder ser documentades in situ. El cap estava orientat cap a l'Oest i el cos estava decantat cap al costat dret, amb les cames flexionades. Correspon a una inhumació primària. En el conjunt del material recuperat s'hi ha trobat restes de microfauna.

## Troballes als Vilars
Malgrat que la fortalesa fou abandonada, des dels anys 90, s'hi han trobat diversos elements i s'han tractat peces de bronze i ceràmica trobades a les intervencions. Entre les peces més destacades de les primeres intervencions s'hi compten un penjoll tipus “xumet”, una peça arrodonida, una fíbula sencera i un fragment de baula, així com una punta de sageta, tres baules unides, dos punxons, unes baules grans, un braçalet, una tija de secció quadrada, un penjoll de làmina i una anella petita, a més d'un fragment de braçalet, un clau petit, un ressort, un pont de fíbula, un botó petit, unes baules llargues, una fíbula anular, una fíbula de doble ressort i un penjoll zoomorf de tipus boc.
També s'han restaurat altres peces metàl·liques extretes als Vilars: una anella gran de ferro i tres peces de bronze (una sivella, una peca indeterminada i una anella caragolada)
Més recentment, també s'han recuperat tres peces de ceràmica; es va reintegrar la part conservada d'una urna de ceràmica pintada i es van netejar i reintegrar fragments de peces àtiques decorades (dos cílix de figures roges i una cràtera amb decoració floral).
Cal destacar un morter trípode fet a mà, amb engalba vermella a la vora penjant. L'engalba roja de la vora penjant i la morfologia de la peça, donen a pensar que va estar fet a fora, podria provenir del sud del País Valencià, arribada als Vilars fruit de les activitats comercials a través dels intercanvis Ebre-Segre.
Per acabar, hi van trobar plats à marli, els podem definir com vasos oberts, que presenten una vora horitzontal (à marlí) i un llavi arrodonit, engruixit o no. La volta pot ésser plana o lleugerament inclinada cap a l'exterior, el cos pot constatar d'un perfil còncau o presentar una carena alta, en aquest cas la part inferior del vas pot tenir perfil còncau o rectilini. Les parets solen ser primes, encara que en algunes peces mesuren entre 0,5 i 1 cm de gruix.
Als Vilars d'Arbeca hi ha una important presència de ceràmica grisa monocroma. S'hi varen trobar dos fragments:
- Fragment de vora i inici de paret amb carena alta. Vora plana, lleugerament engruixida i llavi arrodonit. Dimensions: diàm. boca: 17,2 cm; ampl. vora: 2,2 cm; gruix vora: 0,65 cm; gruix paret: 0,6 cm.
- Fragment de vora i inici de paret. Volta lleugerament bombada i llavi arrodonit. Dimensions: diàm. boca: 18 cm; ampl. vora: 1,7 cm; gruix vora: 0,6 cm; gruix paret: 0,5 cm.

## Vilars Virtual
A partir de l'any 1996 es van proposar fer ús dels recursos multimèdia, en aquest cas el 3D, per tal de reconstruir totalment i de manera global aquesta fortalesa. Vilars Virtual és un projecte compartit per arqueòlogues/egs i informàtics/ques amb l'objectiu de crear un model tridimensional que restitueixi l'urbanisme i l'arquitectura de la fortalesa, així com el paisatge del seu entorn.
Pretenien desenvolupar un instrument que ha de ser útil tan per a la difusió social dels resultats de la investigació arqueològica, com per a la investigació. Això és essencial per mostrar al públic el valor patrimonial del conjunt i els resultats de la investigació. “Vilars Virtual” recull allò essencial del doble repte del projecte “Vilars 2000 Arxivat 2016-05-12 a Wayback Machine.”.
Mitjançant la infografia i els sistemes multimèdia, el que es pretén és atansar-se al passat tal com era abans

## Galeria fotogràfica

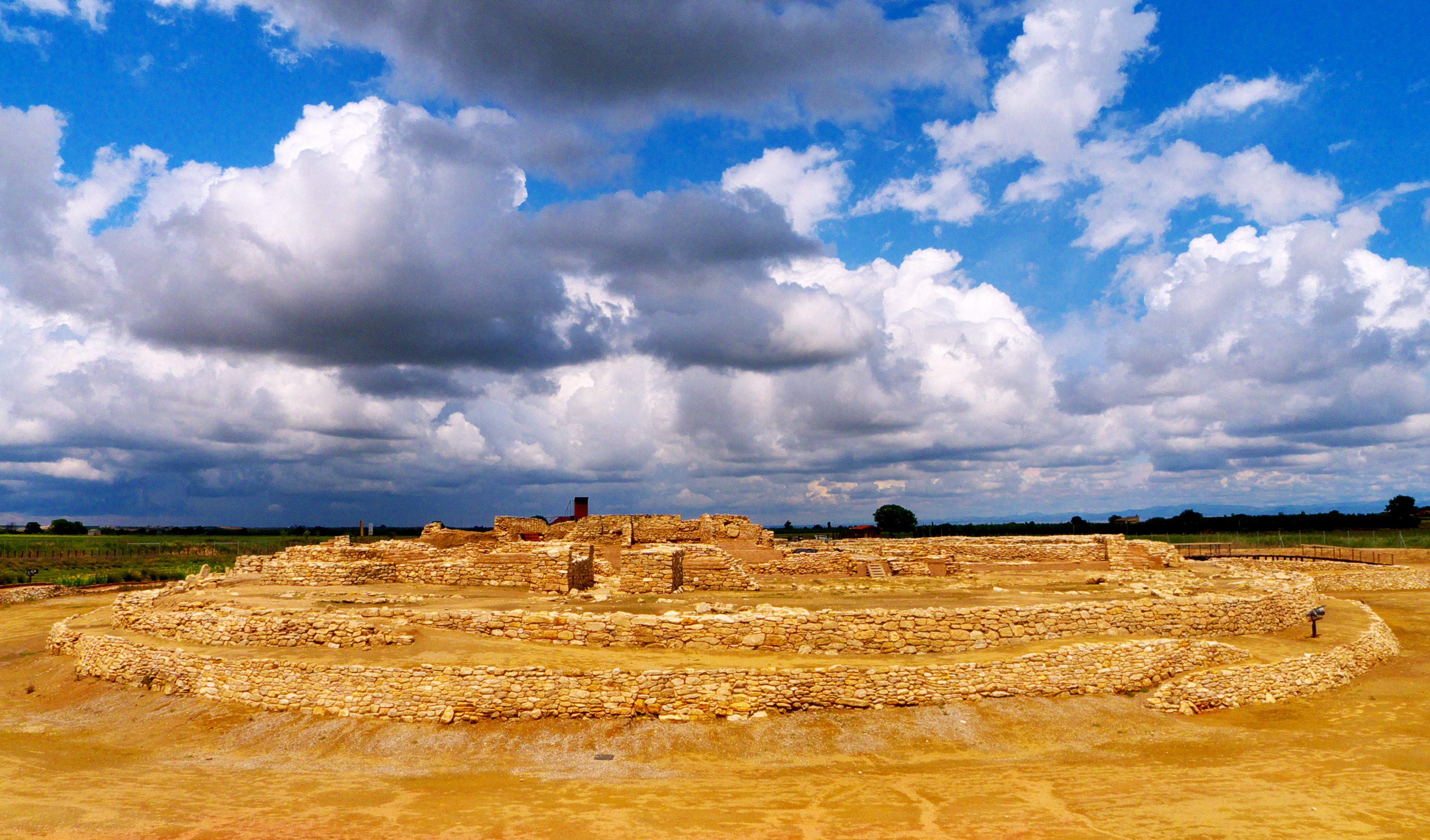
Vista panoràmica
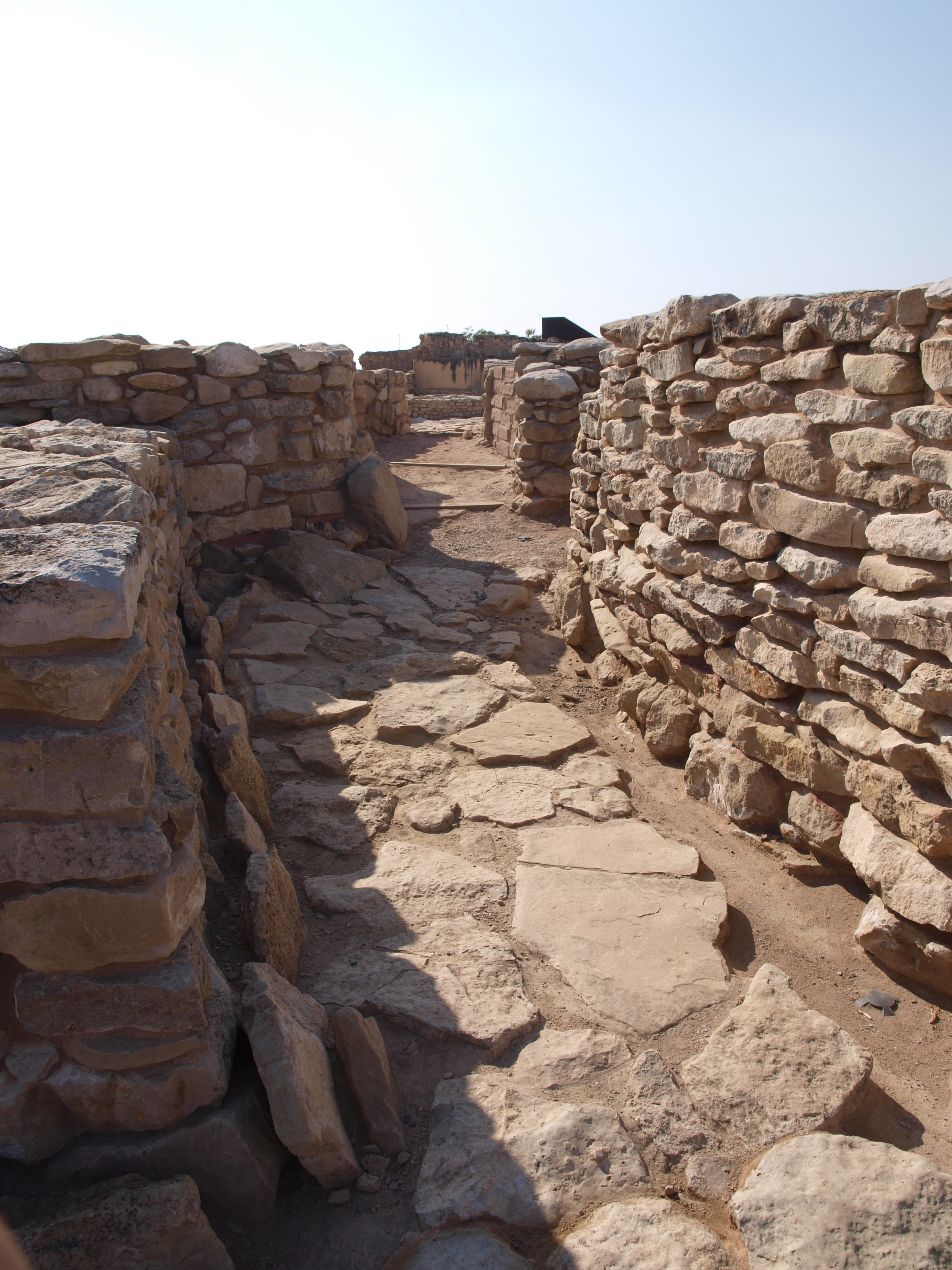
Porta Nord
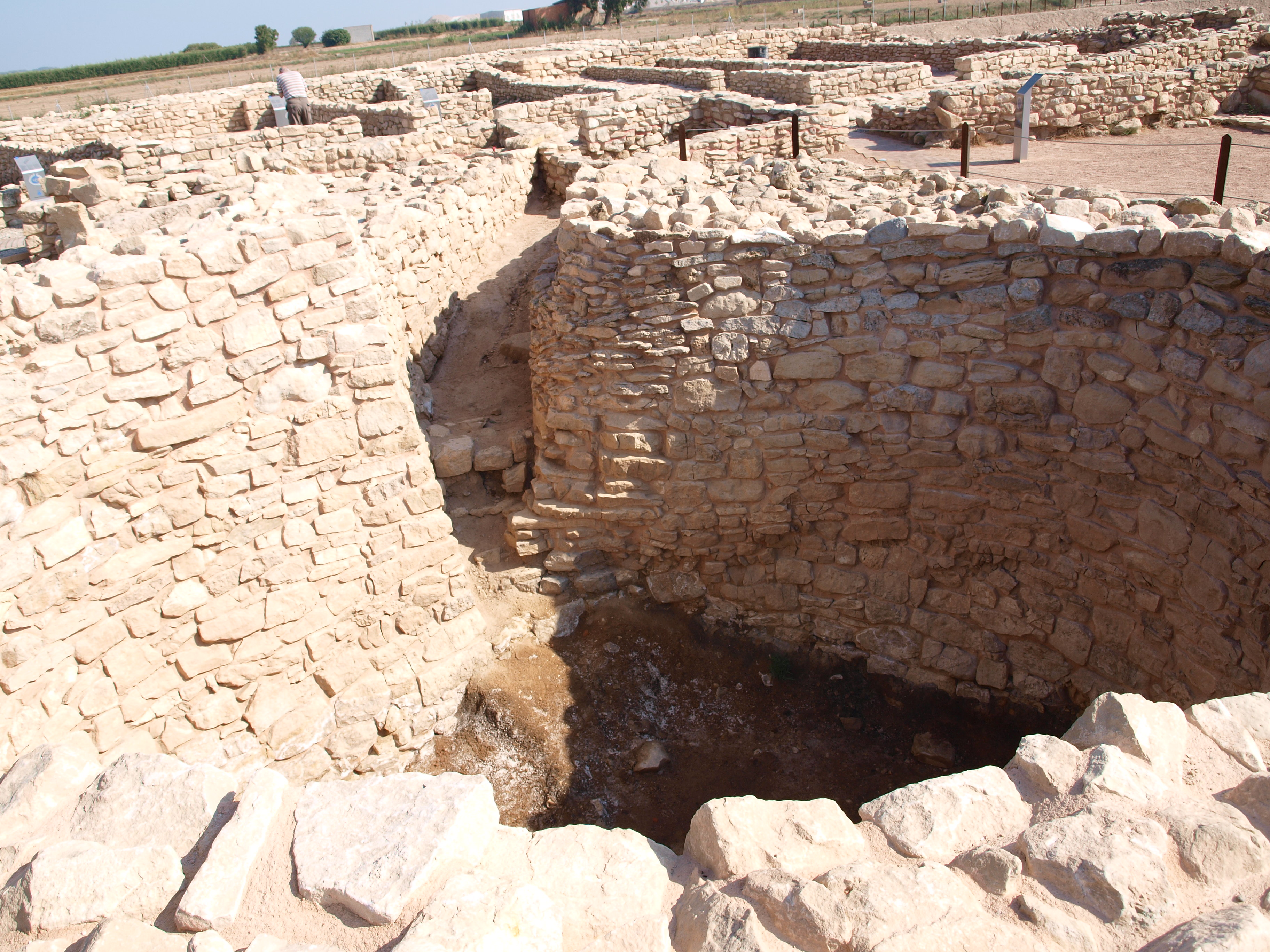
Cisterna
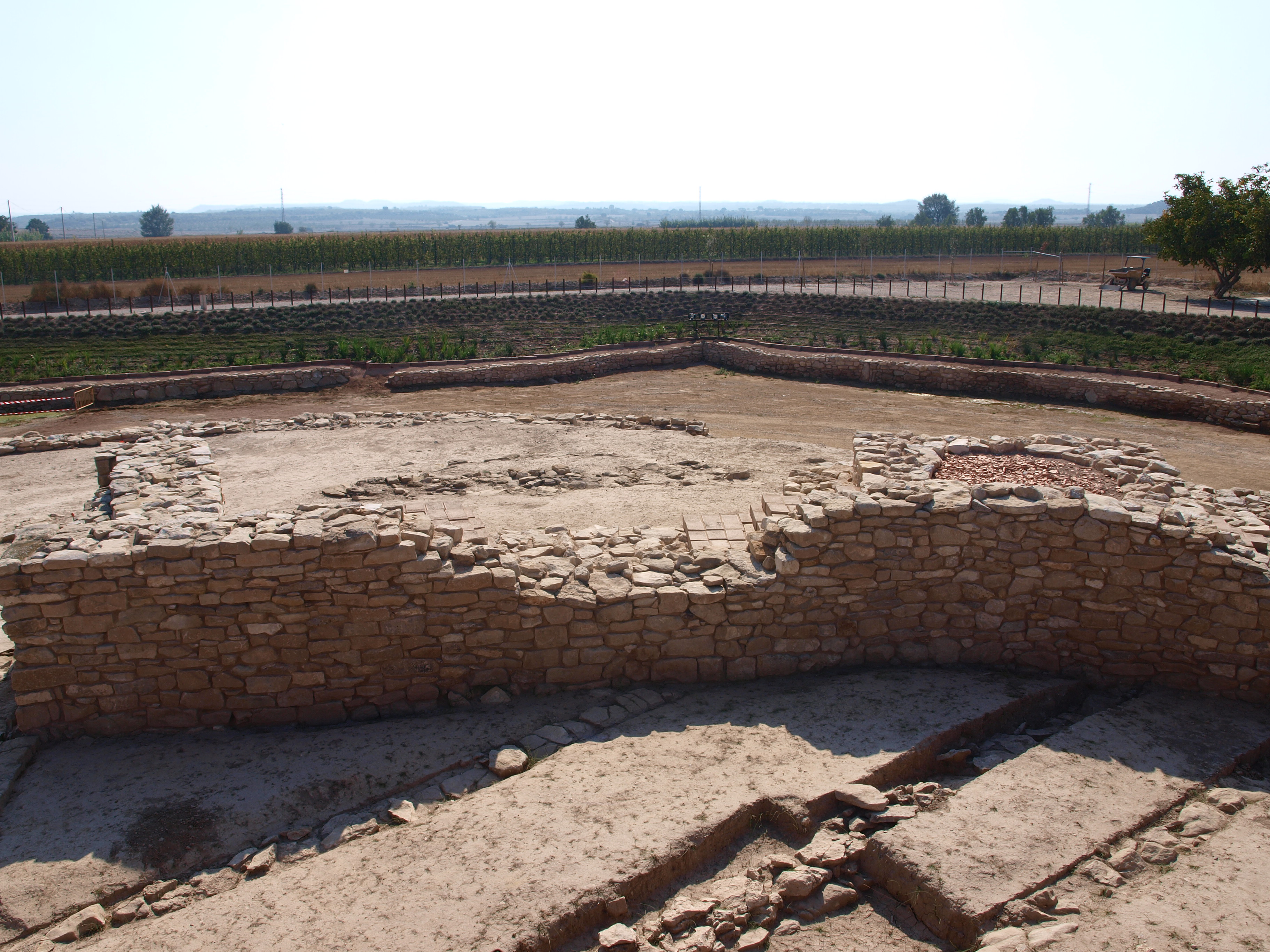
Vista est
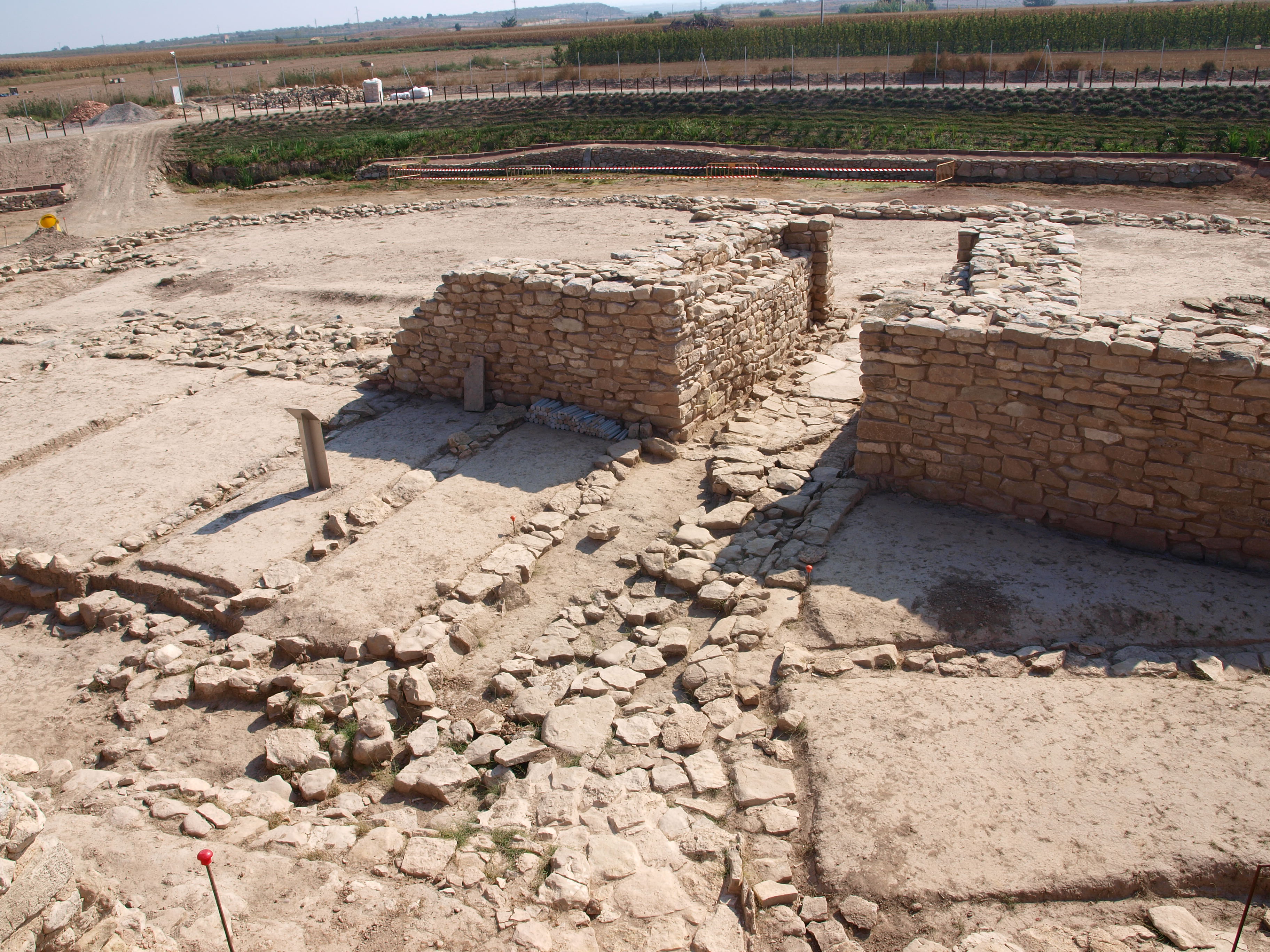
Porta est
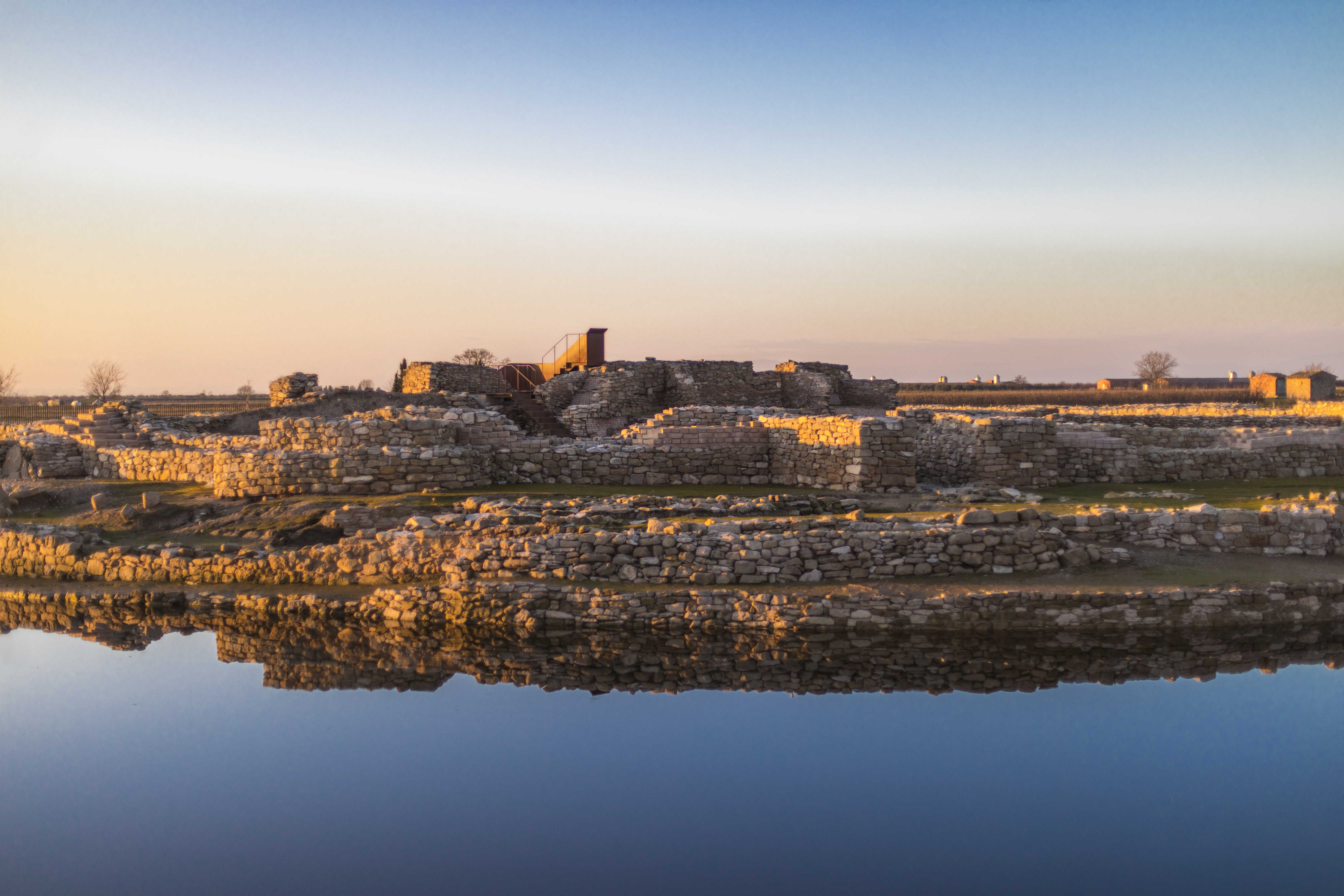
Vista panoràmica